# Dario Castello
Dario Castello (Venezia, battezzato il 19 ottobre 1602 – Venezia, 2 luglio 1631) è stato un compositore e violinista italiano, esponente del primo barocco. Fu uno maggiori esponenti della Scuola veneziana ed ebbe un ruolo di fondamentale importanza nella creazione della sonata del primo Seicento.

## Biografia
Dario Domenico Castello nacque a Venezia, dove fu battezzato il 19 ottobre 1602 nella parrocchia di San Barnaba.
Ebbe la sua formazione dal padre Giovanni Battista, suonatore di violino, attivo in alcune compagnie veneziane di strumentisti. La sua carriera fu certamente favorita dalla rete di relazioni familiari con alcuni importanti musicisti operanti a Venezia.

Nel 1620 intraprese la carriera ecclesiastica e nel 1623 fu ordinato suddiacono, nel 1625 diacono e nel 1627 sacerdote.

Fu pure alla testa di una «compagnia de musichi d'instrumenti da fiato», come si legge nel frontespizio del primo e del secondo libro delle sue Sonate concertate in stile moderno, pubblicati rispettivamente nel 1621 e nel 1629; da ciò si evince che, come per la maggior parte degli strumentisti dell'epoca, la sua abilità strumentale non si limitasse al violino.

Il 19 novembre 1624 fu nominato «sonador di violin» nella cappella di San Marco, all'epoca diretta da Claudio Monteverdi, dove, già da qualche mese il fratello Francesco prestava servizio come suonatore di trombone.

Morì a Venezia il 2 luglio 1631 nella parrocchia di Sant’Angelo, vittima di un'epidemia di peste.

## Stile

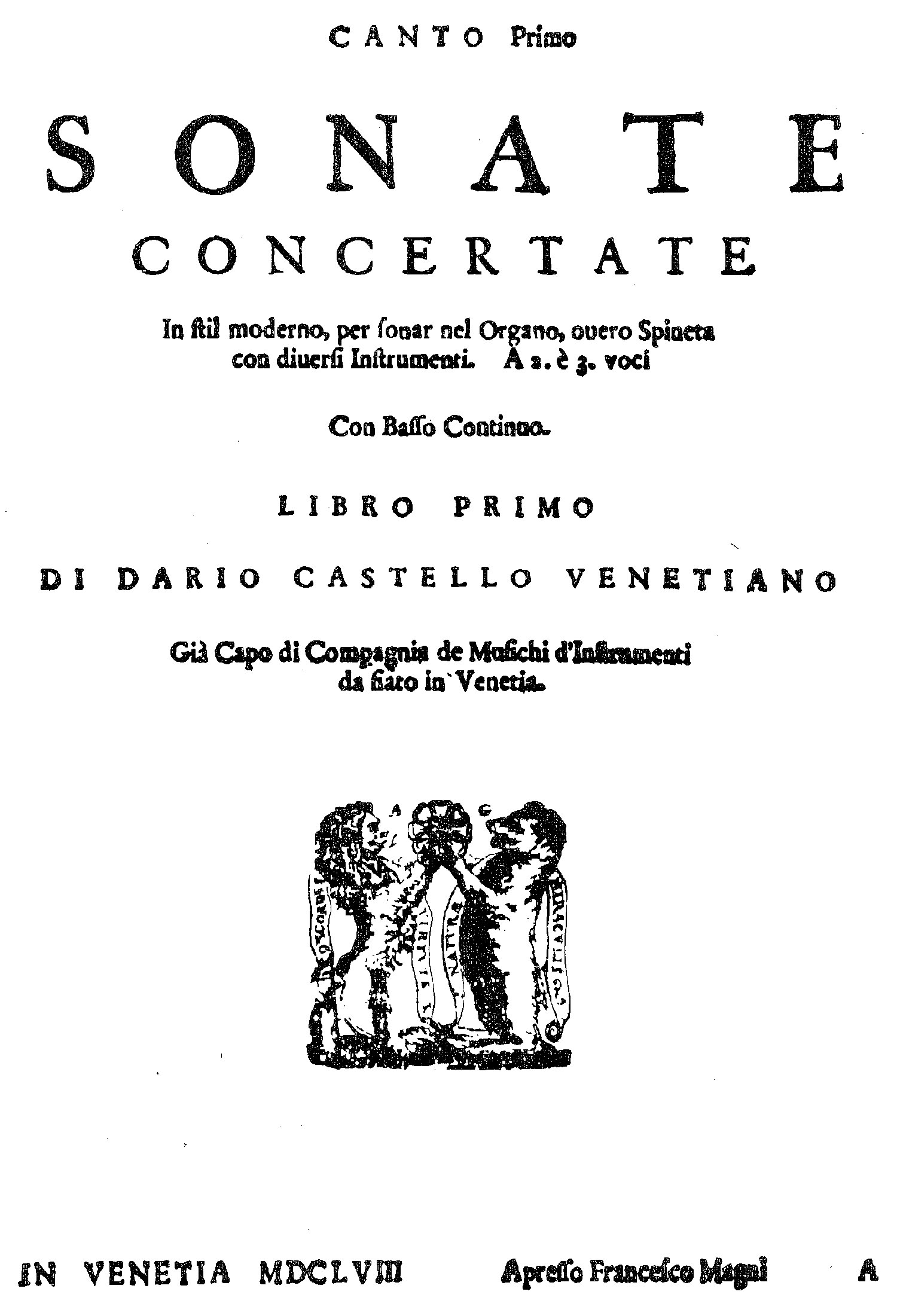

Sono pervenute fino a noi 29 delle sue composizioni. Gli organici strumentali variano dalla sonata a Soprano solo (cioè per uno strumento dalla tessitura acuta: violino, cornetto, flauto dritto, ecc.) fino alla sonata a 4, in varie distribuzioni di voci: 2 strumenti di tessitura acuta e 2 tromboni (in tessitura di tenore), 4 strumenti ad arco di taglie differenti (soprano, alto, tenore e basso) ed anche una composizione per violino e cornetto con l'aggiunta di un violino ed un cornetto in eco; tutte le sue sonate, come è normale per l'epoca, sono corredate dal sostegno armonico del basso continuo.  
La sua musica è piena di inventiva e dotata di una tecnica brillante e raffinata. I suoi lavori erano costituiti da sezioni polifoniche in forma di canzona o in ritmo di danza, intervallate da recitativi drammatici, in linea con il titolo delle pubblicazioni in stil moderno. Castello talvolta indica esplicitamente quali strumenti debbano essere utilizzati: cornetti, violini, tromboni e fagotti (termine che indicava la dulciana, in quanto il fagotto vero e proprio vede la luce qualche decennio più tardi).

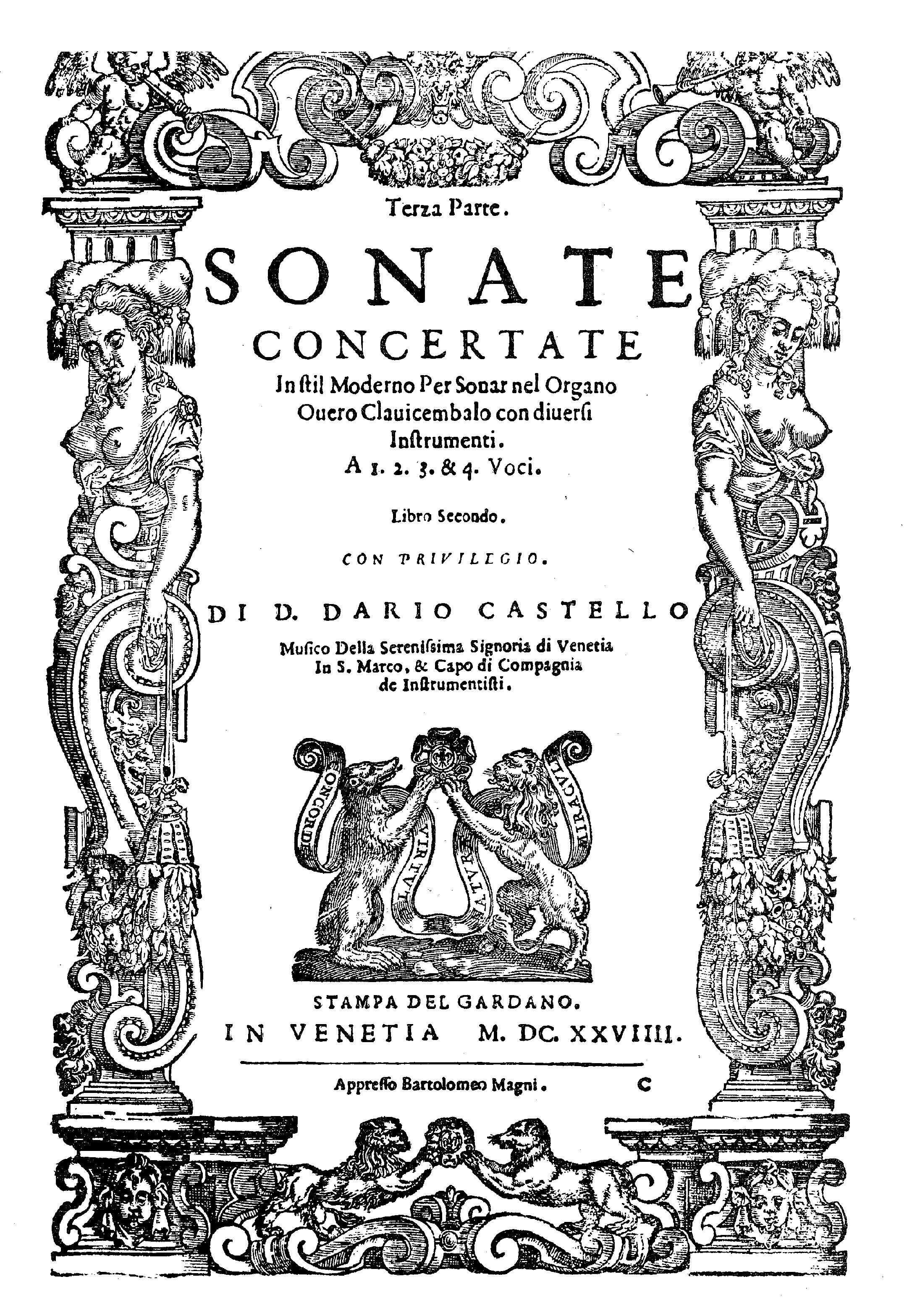

Le sue raccolte di sonate sono state ristampate fino al 1658 a Venezia ed Anversa, a conferma dell'interesse dei musicisti dell'epoca per la produzione del compositore.

## Opere
- Sonate concertate in stil moderno per sonar nel organo, overo spineta con diversi instrumenti, a 2. & 3. voci, libro primo. Di Dario Castello venetiano capo di compagnia de musichi d’instrumenti da fiato in Venetia. Dedicate al molto illustre e molto reverendo signore il signor pre’ Paulo Argentini dignissimo piovano della collegiata chiesa di San Benedetto di Venetia, Venezia, Bartolomeo Magni, 1621
- Sonate concertate in stil moderno per sonar nel organo, overo clavicembalo con diversi instrumenti. a 1. 2. 3. & 4. voci. Di D. Dario Castello musico della serenissima signoria di Venetia in San Marco & capo di compagnia de instrumenti. libro secondo, Venezia, Bartolomeo Magni, 1629 (ristampate a Venezia nel 1644 e ad Anversa nel 1656)

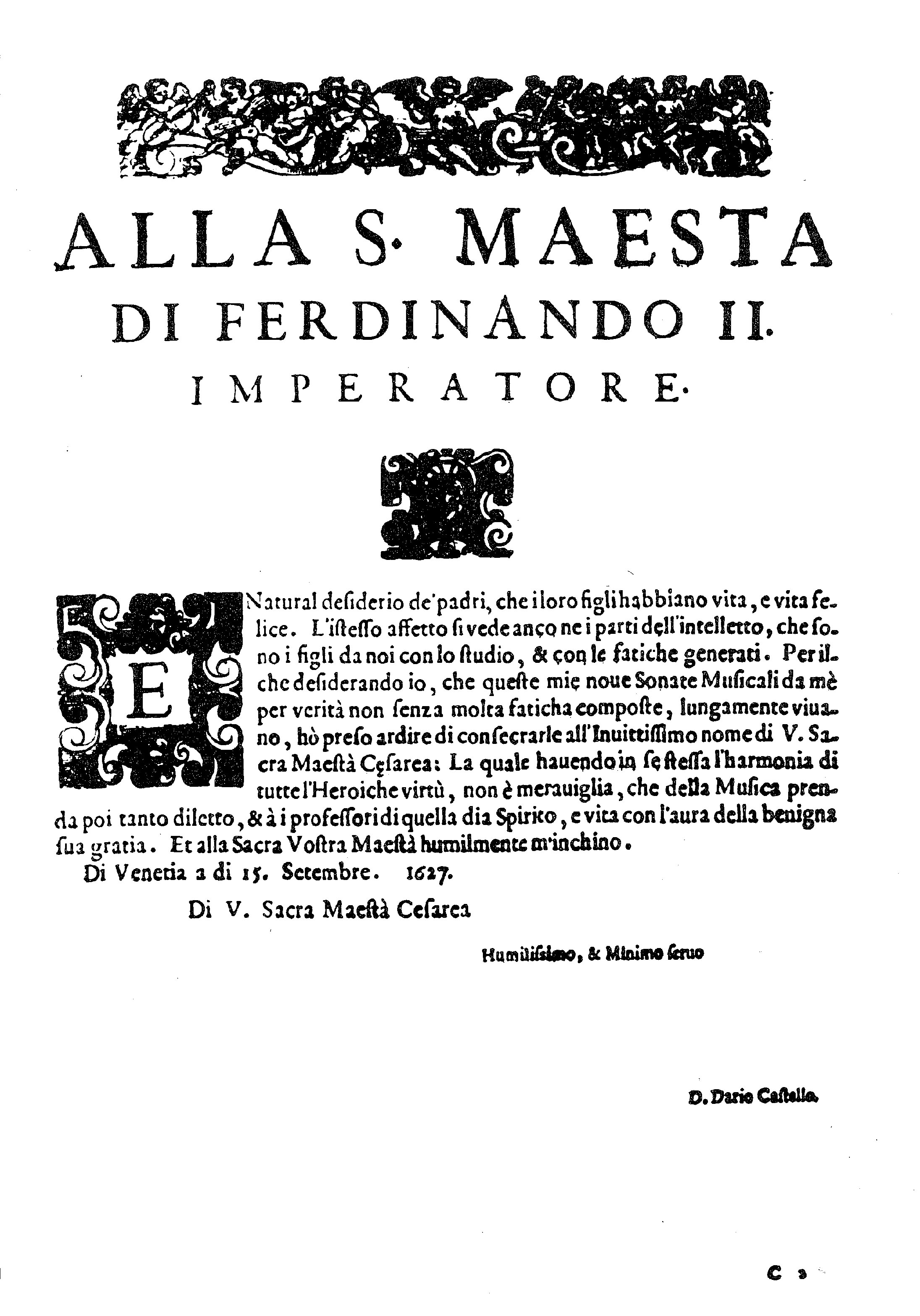

- Exultate Deo, mottetto a voce sola (soprano) e basso continuo, in Ghirlanda sacra scielta da diversi eccellentissimi compositori de varij motetti a voce sola. Libro primo, opera seconda, per Leonardo Simonetti musico nella capella del Ser.mo Prencipe di Venezia in San Marco, Venezia, Bartolomeo Magni («stampa del Gardano»), 1625.

## Discografia
- Dario Castello - In Stil Moderno, Ensemble La Fenice, The heritage of Monteverdi vol. IV, Ricercar 206422
- The Floating City, His Majesty's Sagbutts and Cornetts, Hyperion CDA67013.
- Viaggio Musicale, Il Giardino Armonico, Teldec 8573825362.
- Dario Castello Sonate, Ensemble La Capriola, Mieroprint EM 6005.